# L'Art du maquillage
 (août 2023).
L'Art du maquillage, paru en 1997, est le cinquième roman de l’écrivain québécois Sergio Kokis. Il remporte le grand prix des lectrices de Elle Québec l’année suivante.

## Résumé
Max Willem est un jeune artiste québécois d’origine belge. À la fin des années soixante, il se rend chez son père qui lui fait voir ses récentes acquisitions des peintres Marc-Aurèle Fortin et René Richard. Intéressé, Max les étudie et entreprend de peindre ses propres paysages à leur manière. Se prenant au jeu, il crée toute une série de tableaux qu’il espère vendre pour financer ses études à New York où il s’installe peu après.
Il fait alors la connaissance d’Anette, fille d’un riche marchand d’art, Sammy Rosenberg. Elle l’introduit à son père qui lui achète ses faux Fortin et Richard. Max l’incite ensuite à lui servir de modèle dont il fait une multitude de dessins. 
Peu après, il rencontre Ricky Wallace, un marchand d'art qui lui achète quelques dessins et lui donne l’idée d’en créer d’autres à la manière d’Egon Schiele. Attiré par l’idée de les vendre à bon prix, il se sert d’Annette pour les produire. Nanti de ces esquisses, il découpe des feuilles dans de vieux livres dénichés chez son père. Sur ce papier d’époque, il retranscrit les dessins d’Annette comme s’ils étaient de la main de Schiele.
De retour à New York, Max reprend contact avec Ricky Wallace qui l’aide à écouler la collection des faux Schiele. La transaction se déroule bien, mais elle vient aux oreilles de Sammy Rosenberg qui rend alors visite à Max pour lui faire une proposition. Conscient de ses talents de faussaire, il lui offre de parfaire son métier en Europe aux côtés d’un maître, Lukas Guderius.
Max accepte et se rend à Anvers. Il fait également la connaissance d’Aloïs Stompf,  sorte d’agent chargé d’écouler les faux produits dans l’atelier de Guderius et d’acheminer les commandes. Stompf l’informe sur les mécanismes du trafic, citant notamment l’appétit des Américains pour l’apparat de la culture et la complicité des intervenants en art pour faire fructifier le commerce des œuvres.
Max, sous la gouverne de Guderius, est dès lors chargé d’exécuter des faux d’artistes comme Jules Pascin, Paul Klee, Edward Munch et même, avec la complicité de son maître, un artiste imaginaire du nom de Maximus Monteregii, artiste de la Renaissance.  
Quelques années passent ainsi. Max se rend compte que sa propre démarche d’artiste, qu’il n’a pas oubliée, souffre de son travail de contrefaçon avec lequel il se sent de plus en plus mal à l’aise. En proie au doute, il se livre à Aloïs Stompf qui décide d’agir, flairant le risque que l’entreprise soit démasquée par Max. Il lui présente alors Vera de qui Max tombe éperdument amoureux, mais qui n’est là que pour mieux l’attacher à ses employeurs. 
Bientôt vidé de toutes ses économies, Max se rend compte de l’arnaque et que Vera est à la solde de Stompf. Ruiné, et se sachant désormais en danger puisqu’on ne lui fait plus confiance, Max imagine un stratagème. Mis en présence de deux toiles de Mark Rothko à partir desquelles il doit exécuter trois autres tableaux, il peint à l’identique les deux Rothko qu’on lui a confiés et les substitue aux originaux. Grâce à des complicités, dont celle de Guderius qui s’est rangé de son côté, il réussit à écouler les vrais Rothko et à prendre la fuite, tandis que la supercherie des faux Rothko est dénoncée lors de la vente aux enchères.

## Le thème du faux
L'art du maquillage est une incursion approfondie dans le monde des faussaires et de la contrefaçon d’œuvres d’art. Non seulement les mécanismes de la production d’œuvres y sont minutieusement décrits, mais également le réseautage pour les écouler. L’auteur explique les motivations profondes qui encouragent ce marché, notamment l’appétit des Américains pour les objets culturels qu'ils sont avides d’acheter : « (…) la réalité n’a aucune importance devant le désir de celui qui s’est décidé à croire. » (p. 25). Les faux permettent aux gens d’assouvir leur besoin de culture et de luxe : « Pourquoi voudrais-tu que les amateurs d’art ne puissent pas, eux aussi, vivre les extases de la consommation? » (p. 197).
Ce marché semble fonctionner en dépit du bon sens : « (…) entre 1909 et 1951, la seule douane du port de New York a enregistré le total faramineux de neuf mille quatre cent vingt-huit œuvres de Rembrandt importées légalement aux États-Unis. » (p. 195). Selon l’auteur, ce fait serait authentique. Il peut s’expliquer ainsi : « Le nombre limité d’œuvres qu’un artiste peut exécuter de son vivant est un inconvénient majeur dès le moment où il devient célèbre. Alors, pourquoi ne pas rêver de trésors cachés, de trouvailles insolites? Du rêve à la croyance, il n’y a souvent qu’un petit pas à franchir. » (p. 162).
Mais la pratique du faux existe depuis longtemps et n’est pas propre à l’époque contemporaine. L'auteur cite quelques cas : « (…) Michel-Ange et d’autres grands artistes s’enrichissaient en créant des dessins attribuables à l'Antiquité (…) Marcantonio Raimondi imitait les dessins et les signatures de Dürer. Piranèse, lui, inventait des sculptures classiques avec des fragments de marbre (…), ensuite, il les vendait aux collectionneurs anglais. (…) Ces histoires d’œuvres originales sont une piètre invention du romantisme, et ne séduisent que les esprits doucereux. » (p. 243).
La contrefaçon peut même se justifier jusqu’à un certain point : « C’était bien là le sens de notre travail : tenter de remplacer les belles pièces détruites par la bêtise des hommes, les guerres et l’ignorance, en nous servant de celles qui avaient été conservées par hasard [et qui sont de valeur médiocre ou trop abîmées.] » (p. 235).
Écouler les œuvres d’art implique plusieurs intervenants. Avec souvent la complicité d’experts et de conservateurs, des œuvres nouvelles font leur apparition sur le marché, achetées en toute confiance par les collectionneurs qui les lèguent ensuite aux musées, chacun y trouvant son compte et sa part de profits : « Mon expérience m’a montré que cette combine peut varier dans le détail, mais qu’elle reste essentiellement la même, et ce depuis des siècles. » (p. 196). Les conservateurs, les galeristes et les collectionneurs achètent des œuvres, en font la promotion par l’intermédiaire des critiques d’art, les cèdent aux musées, moussant ainsi la cote des artistes. Ils peuvent alors revendre avec profit les œuvres qu’ils avaient gardées de côté ou les faux commandés pour la circonstance.

## Référence
- L'art du maquillage, par Sergio Kokis, XYZ éditeur, 1997, 369 pages,  (ISBN 2-89261-209-8).